# Lekor
Lekor is een bestuurslaag in het regentschap Centraal-Lombok van de provincie West-Nusa Tenggara, Indonesië. Lekor telt 9156 inwoners (volkstelling 2010).